# 契約法
契約法（けいやくほう）とは、契約に関する法規範のことである。契約の成立要件や効力等については契約の項目に委ね、本項目では契約法の法源を中心に扱う。

## 日本国内

### 法源
日本には「契約法」という表題の法典は存在しないが、民法（明治29年法律第89号）の第3編第2章に「契約」という表題が付けられており、この部分に収められた規定が契約法の中核をなす。もっとも、日本の民法典は、一般的抽象的規定を個別的規定に先立ちまとめて編纂するパンデクテン方式により編成されているため、実際には、民法総則（第1編総則）や債権総論（第3編債権 第1章総則）に掲げられた規定にも、契約に関する規定が散在する。
また、民法は、人を抽象的に捉え、全ての人に区別なしに適用されることが想定されている。しかし、実際には私人間に存在する知識、能力、財力の格差を無視して契約に関するルールを構築することはできないし、特定の法律関係については特別のルールを作る必要がある。そのため、民法と比較して適用範囲が限定されるものについては、民法典ではなく、別途特別法により規律される。
例えば、商行為に関しては商法の規定が優先して適用される。また、民法中の売買に関する規定を修正するものとして割賦販売法、賃貸借に関する規定を修正するものとして借地借家法、雇用に関する規定を修正するものとして各種の労働法などが、それぞれ制定されている。これらも契約法の法源となる。

### 類型
民法が規定する契約は、贈与、売買、交換、消費貸借、使用貸借、賃貸借、雇傭、請負、委任、寄託、組合、終身定期金、和解の13種類に分かれており、これらを典型契約（有名契約）という。
典型契約に揚げられている契約は大陸法に倣って採用されたものであり、ローマ法以来の伝統があるものであるが、現実的には、典型契約以外の契約である非典型契約（無名契約）、複数の典型契約の要素を含む契約を混合契約が極めて多いとされている。

## 国際取引関係
契約法を含む私法につき、世界各国の私法（主に商法で規律されるもの）を統一することにより、国際取引に関する法規範を統一しようとする動きがある。
その成果として、1924年の「船荷証券に関するある規則の統一のための国際条約」（日本は批准済み）、1930年の「為替手形及び約束手形に関し統一法を制定する条約」（日本は批准済み）、1964年の「有体動産の国際的売買に関する統一法に関する条約」（日本は批准せず）、1980年の「国際物品売買契約に関する国際連合条約」（日本は批准済み、2009年8月1日から日本では発効）などの条約が採択されている。
しかし、これらの条約が規律する契約関係は一定の契約関係に限られたものであるのみならず、加盟国も全世界的なものではない。また、条約の解釈が各国で一致する保証もないため、統一的な契約法ができても準拠法の指定の問題は相変わらず残るのではないかとの指摘もされている。